# Лієще (Озаль)
45°41′ пн. ш. 15°19′ сх. д. / 45.69° пн. ш. 15.31° сх. д.
Лієще (хорв. Liješće) — населений пункт у Хорватії, у Карловацькій жупанії у складі міста Озаль.

## Населення
Населення за даними перепису 2011 року становило 37 осіб.
Динаміка чисельності населення поселення: